# Notocacteae
Notocacteae, tribus južnoameričkih kaktusa, dio potpordice Cactoideae. Sastoji se pod 5 rodova.
Tipični rod je Notocactus (K.Schum.) Frič = Parodia Speg.,

## Rodovi
Tribus Notocacteae Buxb.
1. Rimacactus Mottram (1 sp.)
2. Yavia R. Kiesling & Piltz (1 sp.)
3. Neowerdermannia Fric (2 spp.)
4. Eriosyce Phil. (67 spp.)
5. Parodia Speg. (75 spp.)